# Coleophora skopusella
Coleophora skopusella é uma espécie de mariposa do gênero Coleophora pertencente à família Coleophoridae.